# Apostel-Johannes-Gemeindezentrum (Berlin)

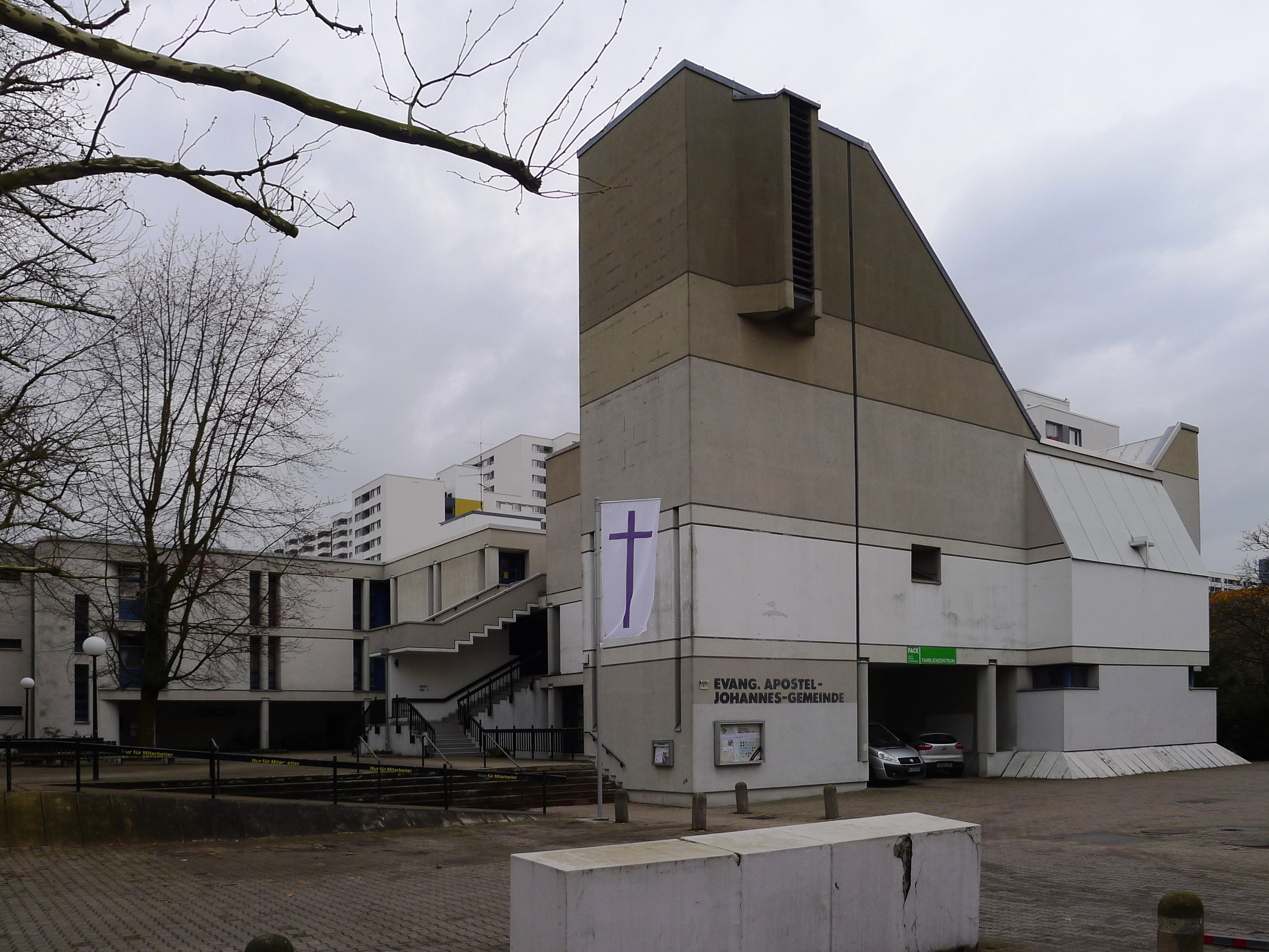
Apostel-Johannes-Gemeindezentrum

Das evangelische Apostel-Johannes-Gemeindezentrum (ⓘ), entworfen von den Architekten Neumann, Grötzebach & Plessow, steht am Dannenwalder Weg 167 im Berliner Ortsteil Märkisches Viertel des  Bezirks Reinickendorf. Das markante, wuchtige und ungewöhnlich gestaltete Kirchengebäude in Sichtbeton ist ein prägnantes Beispiel der Architekturrichtung des Brutalismus. Es dient der Gemeinde als Gottesdienstraum und Ort des Gemeindelebens. Es wurde am 14. März 1971 eingeweiht und steht unter Denkmalschutz.

## Geschichte
Die Kirchengemeinde, die den Apostel Johannes zum Namenspatron wählte, wurde erst 1972 von der Apostel-Petrus-Gemeinde abgetrennt. Ihr Gemeindezentrum wurde geplant, bevor die Gemeinde selbst existierte. Das architektonisch anspruchsvolle Bauwerk markiert den Höhepunkt des damaligen Enthusiasmus für Beton, sogar der Altar ist betoniert. Die Errichtung dieses Massivbaus erfolgte in den Jahren 1970–1971 und fällt somit in die Aufbauphase der Trabantenstadt, die durch bis zu 18-geschossige Hochhäuser aus Betonfertigteilen geprägt ist.

## Baubeschreibung
Der Gebäudekomplex, ein flachgedeckter Stahlbetonskelettbau in Sichtbeton, wirkt nach außen sehr geschlossen. Das Gebäude gliedert sich in zwei rechtwinklig zueinander angeordnete Gebäudetrakte. Er erinnert wenig an einen traditionellen Kirchenbau, sondern spiegelt eher einem Architekturkonzept im Geist des Brutalismus wider. Im Inneren befinden sich drei Geschosse. Das Raumprogramm ist vielfältig: Der hintere Gebäudetrakt dient als Pfarrhaus und nimmt Räume für die Gemeindeschwestern auf. Ferner enthält er Wohnungen für den Pfarrer und den Hausmeister. Im vorderen Gebäudeteil, der mit dem Glockenturm an einen Luftschutzbunker erinnert, befinden sich neben dem eigentlichen Kirchenraum unter anderem eine Bibliothek, ein Gemeindesaal und ein Jugendraum. Über seinem Flachdach erheben sich am Rand mehrere Sheddächer, die den Kirchenraum und den Gemeindesaal indirekt beleuchten. Ansonsten befinden sich in den Wänden nur wenige senkrechte Fensterschlitze. Vor dem verglasten Erdgeschoss, in dem sich eine Kita befindet, führt eine Freitreppe in das erste Obergeschoss, wo die Eingänge zum Kirchenraum und Gemeindesaal liegen. Die ursprünglich in Sichtbeton belassene Fassade wurde inzwischen aus bauphysikalischen Gründen verkleidet. Der Kirchenraum wurde innen verändert, die Wände aus Sichtbeton wurden bedingt durch einen gewandelten Zeitgeschmack gold- und silberfarben angestrichen.
Für die Kirche sind als Wandschmuck drei großformatige Meditationsbilder (Öl und Sand auf Leinwand) zu den Bibelversen der Glocken von Schwester Christamaria der Christusbruderschaft Selbitz gestaltet worden.

## Orgel
Im Jahr 1974 errichtete Roman Ilisch eine neue Orgel mit 19 Registern verteilt auf zwei Manuale und ein Pedal. Ferner hat das Gemeindezentrum seit 1989 ein Positiv der Orgelbauwerkstatt Harald Rapp.
Sie wurde 2016 von der Alexander Schuke Potsdam Orgelbau restauriert. Die Disposition der Orgel kann bei Orgel-Databank eingesehen werden.
2024 gab es anlässlich des 50-jährigen Jubiläums des Instrumentes zahlreiche Veranstaltungen.

## Glocken
In der Glockenstube hängt ein Geläut aus drei Bronzeglocken, das 1982 von der Glockengießerei Petit & Gebr. Edelbrock gegossen wurde.
| Schlagton | Gewicht (kg) | Durchmesser (cm) | Höhe (cm) | Krone (cm) | Inschrift                                    |
| --------- | ------------ | ---------------- | --------- | ---------- | -------------------------------------------- |
| gis'      | 550          | 98               | 79        | 15         | ICH BIN DER WEG, DIE WAHRHEIT UND DAS LEBEN. |
| h'        | 310          | 81               | 66        | 14         | ICH BIN DAS BROT DES LEBENS.                 |
| cis"      | 220          | 71               | 59        | 13         | ICH BIN DER GUTE HIRTE.                      |